# Fayette County (Georgia)
Fayette County is een county in de Amerikaanse staat Georgia.
De county heeft een landoppervlakte van 510 km² en telt 91.263 inwoners (volkstelling 2000). De hoofdplaats is Fayetteville.

## Bevolkingsontwikkeling

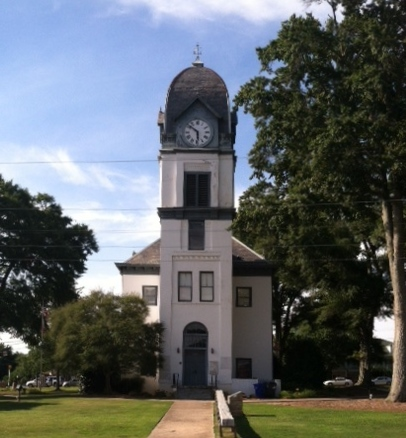
Fayette County Courthouse